# Escudo de Pará
El Escudo de Pará o Escudo de Armas del Estado de Pará es el emblema heráldico y uno de los símbolos oficiales del estado brasileño de Pará.

## Historia
Fue creado el 9 de noviembre de 1903, por la ley estatal n.º 912, que estipula la creación de un blasón (o escudo de armas) para el Estado. Sus autores son: José Castro Figueiredo (Arquitecto) y Henrique Santa Rosa (Historiador y Geógrafo).

## Heráldica y simbolismo
- El lema: Sub lege progrediamur, latín para "En virtud de la ley progresamos".
- La estrella solitaria: hace referencia al párrafo como una unidad de la República Federativa del Brasil - en el momento de la proclamación de la República, única unidad federal cuya capital fue por encima de la línea del ecuador, un hecho representado en la bandera nacional por Espiga, en sentido figurado por encima de la línea de acimut.
- El color: rojo hace mención de la República y el derramamiento de sangre de Pará, en las diversas luchas en defensa de la soberanía de la patria.
- La banda: blanca hace mención a la línea imaginaria del Ecuador, que divide el estado del Norte.
- Los ramos: de cacao y caucho, hacen mención a las principales producciones agrícolas en la época.
- El águila: guyanesa hace mención al orgullo, la nobleza y la realeza de la población del estado.

## Versión anterior
En 1901 fue utilizado como escudo de armas del estado, el de la ciudad de Belén (1626), con los siguientes elementos hasta el escudo de armas oficial en 1903.
- Timbre:Armas nacionales
- Soportes: Bandera de Pará (derecha), Bandera del Brasil (izquierda).

- Datos: Q8778014